# Primi baci
Primi baci (titolo originale: Premiers Baisers) fu una sitcom di produzione francese, andata in onda su TF1 dal 1991 al 1995. Fu trasmessa da Italia 1 fino al 1996 nella fascia pomeridiana. La serie racconta le avventure sentimentali di un gruppo di adolescenti parigini.

## Produzione e distribuzione
In realtà la serie originale era divisa in tre distinti telefilm: "Premiers baisers", (319 episodi), da cui il titolo italiano, Les années fac (199 episodi) e Les années blue (22 episodi). I tre telefilm erano l'uno il sequel dell'altro ed erano realizzati dagli stessi autori e gli stessi personaggi. In Italia si scelse di trasmettere le prime due serie con il titolo Primi baci. Delle prime due serie in totale sono 518 episodi. In Francia la terza serie non ebbe successo e per questo dopo solamente 22 episodi chiuse i battenti.

### Italia
In Italia i fan hanno ribattezzato la seconda serie Gli anni dell'università. Quest'ultima serie andò in onda all'interno del contenitore pomeridiano di Bim bum bam come programma finale.
In Italia di Les annèes fac vennero trasmessi solamente 87 episodi (inoltre il primo risulta inedito in quanto non trasmesso per errore da Italia 1, quindi gli episodi trasmessi in realtà sono solamente 86), dopodiché per mancanza di ascolti la serie venne interrotta su Italia 1 e non vennero neppure più doppiati in italiano i restanti episodi. Per quanto riguarda la terza serie Les années blue, anche questa in Italia è ancora inedita.

## Curiosità
Il personaggio di Hélène Girard (interpretato da Hélène Rolles), lasciò quasi subito Primi baci, per approdare ad una serie propria dal titolo "Hélène et les garçons (in Italia Hélène e i suoi amici) e Gli amici del cuore. Questi telefilm mantenevano lo stesso spirito di Primi baci.

## Elenco episodi italiani diLes années fac
1. Una casa per tutti (non trasmesso per errore in Italia).
2. Arrivano le svedesi
3. Al lavoro
4. In bolletta
5. Avanti tutta
6. Nel dubbio
7. Messaggio radiofonico
8. La gloria
9. Il colloquio di lavoro
10. Niente all'orizzonte
11. Una bella giornata
12. La bella Angelique
13. Missione speciale
14. La crisi
15. Problemi
16. Amori infelici
17. Il sogno
18. False apparenze
19. Il mistero dell'armadio
20. Gelosia
21. Quale delle due?
22. Miss bacio
23. L'innamorato
24. Povera Annette
25. Il produttore prima parte
26. Il produttore seconda parte
27. Amore per sempre
28. La tentazione
29. La rottura
30. Il ritorno impossibile
31. L'anniversario di nozze
32. La donna di casa
33. Virginie va a Cannes
34. Le ragazze si divertono
35. Il miliardario immaginario
36. L'infedele
37. Fine di un'amicizia
38. La riconciliazione
39. L'equivoco
40. Una nuova coppia
41. Il segreto
42. Sospetti
43. Missione delicata
44. La riconquista
45. Quiproquo
46. L'indagine
47. Gli stivali
48. Arma a doppio taglio
49. Scontro fratricida
50. Il dilemma
51. Decisione amara
52. In tutta semplicità
53. Il concorso
54. Falsa partenza
55. E vissero tutti felici e contenti
56. Felice incontro
57. Doppio gioco
58. Incontri notturni
59. Colpo mortale
60. La spada di Damocle
61. Colpo di fulmine
62. Preso tra due fuochi
63. La sospensione
64. In extremis
65. Una piccola sorpresa
66. La trasformazione
67. La confessione
68. Jerome torna a casa
69. L'ammaliatrice
70. La confessione
71. Cosa c'è di nuovo
72. Sull'orlo del baratro
73. Caccia all'uomo
74. Un tipo strambo
75. Alla carica
76. Il grande dubbio
77. Il perdono
78. Mistero
79. Caduta libera
80. Il canale
81. Questione d'età
82. La prova d'amore
83. Aria di tempesta
84. La soluzione
85. Un cuore d'oro
86. Una scelta difficile
87. Doppio gioco